# Harold Dimke
Harold Dimke, född 21 november 1949 i Berlin, är en östtysk roddare.
Han tog OS-brons i åtta med styrman i samband med de olympiska roddtävlingarna 1972 i München.